# Championnats du monde de VTT et de trial 2010
Pour les articles homonymes, voir Trial (homonymie).
Navigation
Canberra 2009 Champéry 2011
Les championnats du monde de VTT et de trial 2010 se sont déroulés au mont Sainte-Anne au Canada du 31 août au 5 septembre 2010.

## Programme
| Cross country Mercredi 1er septembre - 11:00 Relais mixte - 14:00 Femmes, juniors Jeudi 2 septembre - 10:00 Femmes, moins de 23 ans Vendredi 3 septembre - 11:00 Hommes, juniors - 14:00 Hommes, moins de 23 ans Samedi 4 septembre - 11:00 Femmes, élite - 14:00 Hommes, élite | Descente Dimanche 5 septembre - 10:30 Femmes, juniors - 10:30 Hommes, juniors - 13:00 Femmes, élite - 14:00 Hommes, élite Four-cross Vendredi 3 septembre - 21:00 Femmes - 21:00 Hommes | Trial Vendredi 3 septembre - 9:15-13:15 Femmes 20/26 pouces Samedi 4 septembre - 12:30-14:00 Hommes, juniors 20 pouces - 14:30-16:00 Hommes, élite 20 pouces Dimanche 5 septembre - 12:10-13:40 Hommes, juniors 26 pouces - 13:50-15:20 Hommes, élite 26 pouces |

## Médaillés

### Cross-country
| Épreuves                                    | Or                                                                | Or              | Argent                                                                  | Argent       | Bronze                                                                  | Bronze       |
| ------------------------------------------- | ----------------------------------------------------------------- | --------------- | ----------------------------------------------------------------------- | ------------ | ----------------------------------------------------------------------- | ------------ |
| Hommes résultats détaillés                  | José Antonio Hermida Espagne                                      | 1 h 52 min 26 s | Jaroslav Kulhavý Tchéquie                                               | + 29 s       | Burry Stander Afrique du Sud                                            | + 1 min 10 s |
| Femmes résultats détaillés                  | Maja Włoszczowska Pologne                                         | 1 h 48 min 21 s | Irina Kalentieva Russie                                                 | + 48 s       | Willow Koerber États-Unis                                               | + 52 s       |
| Hommes, moins de 23 ans résultats détaillés | Mathias Flückiger Suisse                                          | 1 h 45 min 15 s | Thomas Litscher Suisse                                                  | + 30 s       | Patrik Gallati Suisse                                                   | + 1 min 04 s |
| Femmes, moins de 23 ans résultats détaillés | Alexandra Engen Suède                                             | 1 h 30 min 33 s | Annie Last Royaume-Uni                                                  | + 43 s       | Paula Gorycka Pologne                                                   | + 3 min 04 s |
| Hommes, juniors résultats détaillés         | Michiel van der Heijden Pays-Bas                                  | 1 h 33 min 54 s | Julien Trarieux France                                                  | + 1 min 48 s | Julian Schelb Allemagne                                                 | + 2 min 14 s |
| Femmes, juniors résultats détaillés         | Pauline Ferrand-Prévot France                                     | 1 h 20 min 33 s | Yana Belomoyna Ukraine                                                  | + 47 s       | Helen Grobert Allemagne                                                 | + 1 min 21 s |
| Relais mixte résultats détaillés            | Suisse Thomas Litscher, Roger Walder, Ralph Näf et Katrin Leumann | 1 h 06 min 00 s | Allemagne Manuel Fumic, Julian Schelb, Marcel Fleschhut et Sabine Spitz | + 18 s       | Tchéquie Jaroslav Kulhavý, Ondřej Cink, Tomáš Paprstka et Kateřina Nash | + 41 s       |

### Descente
| Épreuves                            | Or                        | Or            | Argent                  | Argent    | Bronze                      | Bronze    |
| ----------------------------------- | ------------------------- | ------------- | ----------------------- | --------- | --------------------------- | --------- |
| Hommes résultats détaillés          | Samuel Hill Australie     | 4 min 37.93 s | Steve Smith Canada      | + 2.63 s  | Greg Minnaar Afrique du Sud | + 3.00 s  |
| Femmes résultats détaillés          | Tracy Moseley Royaume-Uni | 5 min 17.47 s | Sabrina Jonnier France  | + 7.50 s  | Emmeline Ragot France       | + 10.64 s |
| Hommes, juniors résultats détaillés | Troy Brosnan Australie    | 4 min 50.71 s | Neko Mulally États-Unis | + 0.06 s  | Lewis Buchanan Royaume-Uni  | + 9.05 s  |
| Femmes, juniors résultats détaillés | Lauren Rosser Canada      | 5 min 59.55 s | Fanny Lombard France    | + 13.95 s | Julie Berteaux France       | + 20.19 s |

### Four Cross
| Épreuves                   | Or                          | Argent                 | Bronze                     |
| -------------------------- | --------------------------- | ---------------------- | -------------------------- |
| Hommes résultats détaillés | Tomáš Slavík Tchéquie       | Jared Graves Australie | Michal Prokop Tchéquie     |
| Femmes résultats détaillés | Caroline Buchanan Australie | Jana Horáková Tchéquie | Romana Labounkova Tchéquie |

### Trial
| Épreuves                                      | Or                                                                                               | Or        | Argent                                                                    | Argent     | Bronze                                                                          | Bronze     |
| --------------------------------------------- | ------------------------------------------------------------------------------------------------ | --------- | ------------------------------------------------------------------------- | ---------- | ------------------------------------------------------------------------------- | ---------- |
| Hommes 26 pouces résultats détaillés          | Kenny Belaey Belgique                                                                            | 25 pts    | Benito Ros Charral Espagne                                                | 39 pts 1x0 | Marc Caisso France                                                              | 39 pts 0x0 |
| Hommes 20 pouces résultats détaillés          | Benito Ros Charral Espagne                                                                       | 22 pts    | Abel Mustieles Garcia Espagne                                             | 31 pts     | Rick Koekoek Pays-Bas                                                           | 43 pts     |
| Femmes résultats détaillés                    | Gemma Abant Condal Espagne                                                                       | 15 pts    | Karin Moor Suisse                                                         | 23 pts     | Tatiana Janickova Slovaquie                                                     | 34 pts     |
| Hommes, juniors 26 pouces résultats détaillés | Ion Areitio Agirre Espagne                                                                       | 9 pts 8x0 | David Bonzon Suisse                                                       | 9 pts 3x0  | Maxime Tolu France                                                              | 11 pts     |
| Hommes, juniors 20 pouces résultats détaillés | Ion Areitio Agirre Espagne                                                                       | 14 pts    | Raphael Pils Allemagne                                                    | 15 pts     | Marius Merger France                                                            | 20 pts     |
| Par équipes                                   | Espagne Ion Areitio Agirre, Benito Ros Charral, Gemma Abant Condal, Rafael Tibau, Abel Mustieles | 545 pts   | France Marius Merger, Aurélien Fontenoy, Morgan Vassor, Gilles Coustelier | 455 pts    | Allemagne Raphael Pils, Matthias Mrohs, Andrea Wesp, Robin Fix, Hannes Herrmann | 420 pts    |

## Résultats détaillés

### Cross-country
| # | Cycliste             | Pays           |    | Temps           |
| - | -------------------- | -------------- | -- | --------------- |
| 1 | José Antonio Hermida | Espagne        | en | 1 h 52 min 26 s |
| 2 | Jaroslav Kulhavý     | Tchéquie       | +  | 49 s            |
| 3 | Burry Stander        | Afrique du Sud |    | 1 min 10 s      |
| 4 | Nino Schurter        | Suisse         |    | 2 min 03 s      |
| 5 | Julien Absalon       | France         |    | 2 min 23 s      |
| 6 | Carlos Coloma        | Espagne        |    | 2 min 43 s      |
| 7 | Liam Killeen         | Royaume-Uni    |    | 2 min 51 s      |
| 8 | Geoff Kabush         | Canada         |    | 3 min 58 s      |

| # | Cycliste          | Pays       |    | Temps           |
| - | ----------------- | ---------- | -- | --------------- |
| 1 | Maja Włoszczowska | Pologne    | en | 1 h 48 min 21 s |
| 2 | Irina Kalentieva  | Russie     | +  | 48 s            |
| 3 | Willow Koerber    | États-Unis |    | 52 s            |
| 4 | Catharine Pendrel | Canada     |    | 54 s            |
| 5 | Elisabeth Osl     | Autriche   |    | 2 min 00 s      |
| 6 | Heather Irmiger   | États-Unis |    | 2 min 03 s      |
| 7 | Anna Szafraniec   | Pologne    |    | 2 min 16 s      |
| 8 | Sabine Spitz      | Allemagne  |    | 2 min 32 s      |

| # | Cycliste             | Pays     |    | Temps           |
| - | -------------------- | -------- | -- | --------------- |
| 1 | Mathias Flückiger    | Suisse   | en | 1 h 45 min 15 s |
| 2 | Thomas Litscher      | Suisse   | +  | 30 s            |
| 3 | Patrik Gallati       | Suisse   |    | 1 min 04 s      |
| 4 | Alexis Vuillermoz    | France   |    | 1 min 49 s      |
| 5 | Gerhard Kerschbaumer | Italie   |    | 3 min 28 s      |
| 6 | Marek Konwa          | Pologne  |    | 3 min 37 s      |
| 7 | Martin Fanger        | Suisse   |    | 3 min 53 s      |
| 8 | Ruben Scheire        | Belgique |    | 4 min 25 s      |

| # | Cycliste           | Pays        |    | Temps           |
| - | ------------------ | ----------- | -- | --------------- |
| 1 | Alexandra Engen    | Suède       | en | 1 h 30 min 33 s |
| 2 | Annie Last         | Royaume-Uni | +  | 43 s            |
| 3 | Paula Gorycka      | Pologne     |    | 3 min 04 s      |
| 4 | Tanja Žakelj       | Slovénie    |    | 3 min 31 s      |
| 5 | Emily Batty        | Canada      |    | 3 min 49 s      |
| 6 | Fanny Bourdon      | France      |    | 4 min 33 s      |
| 7 | Barbara Benko      | Hongrie     |    | 4 min 46 s      |
| 8 | Kathrin Stirnemann | Suisse      |    | 5 min 09 s      |

| # | Cycliste                | Pays      |    | Temps           |
| - | ----------------------- | --------- | -- | --------------- |
| 1 | Michiel van der Heijden | Pays-Bas  | en | 1 h 33 min 54 s |
| 2 | Julien Trarieux         | France    | +  | 1 min 48 s      |
| 3 | Julian Schelb           | Allemagne |    | 2 min 14 s      |
| 4 | Maximilian Vieider      | Italie    |    | 2 min 35 s      |
| 5 | Jeff Luyten             | Belgique  |    | 2 min 39 s      |
| 6 | Marvin Gruget           | France    |    | 3 min 06 s      |
| 7 | Roger Walder            | Suisse    |    | 3 min 38 s      |
| 8 | Alrick Martin           | France    |    | 4 min 06 s      |

| # | Cycliste               | Pays      |    | Temps           |
| - | ---------------------- | --------- | -- | --------------- |
| 1 | Pauline Ferrand-Prévot | France    | en | 1 h 20 min 33 s |
| 2 | Yana Belomoyna         | Ukraine   | +  | 47 s            |
| 3 | Helen Grobert          | Allemagne |    | 1 min 21 s      |
| 4 | Bai Yue                | Chine     |    | 1 min 43 s      |
| 5 | Elise Marchal          | Belgique  |    | 2 min 42 s      |
| 6 | Karolina Kalasova      | Tchéquie  |    | 5 min 18 s      |
| 7 | Lisa Mitterbauer       | Autriche  |    | 6 min 02 s      |
| 8 | Cécile Delaire         | France    |    | 7 min 25 s      |

#### Relais mixte
| # | Cycliste                                                                  | Pays      |    | Temps           |
| - | ------------------------------------------------------------------------- | --------- | -- | --------------- |
| 1 | Thomas Litscher Roger Walder Ralph Näf Katrin Leumann                     | Suisse    | en | 1 h 06 min 00 s |
| 2 | Manuel Fumic Julian Schelb Marcel Fleschhut Sabine Spitz                  | Allemagne | +  | 18 s            |
| 3 | Jaroslav Kulhavý Ondřej Cink Tomáš Paprstka Kateřina Nash                 | Tchéquie  |    | 41 s            |
| 4 | Fabien Canal Julien Trarieux Cédric Ravanel Cécile Ravanel                | France    |    | 1 min 02 s      |
| 5 | Marco Aurelio Fontana Maximilian Vieider Eva Lechner Gerhard Kerschbaumer | Italie    |    | 1 min 55 s      |
| 6 | Irina Kalentieva Sergey Nikolaev Anton Stepanov Evgeniy Pechenin          | Russie    |    | 2 min 16 s      |
| 7 | Marco Minnaard Rudi van Houts Laura Turpijn Michiel van der Heijden       | Pays-Bas  |    | 2 min 43 s      |
| 8 | Max Plaxton Francis Morin Antoine Caron Mical Dyck                        | Canada    |    | 3 min 53 s      |

### Descente
| # | Cycliste      | Pays           |    | Temps         |
| - | ------------- | -------------- | -- | ------------- |
| 1 | Samuel Hill   | Australie      | en | 4 min 37 s 93 |
| 2 | Steve Smith   | Canada         | +  | 2 s 63        |
| 3 | Greg Minnaar  | Afrique du Sud |    | 3 s 00        |
| 4 | Aaron Gwin    | États-Unis     |    | 4 s 08        |
| 5 | Gee Atherton  | Royaume-Uni    |    | 4 s 71        |
| 6 | Marc Beaumont | Royaume-Uni    |    | 7 s 59        |
| 7 | Steve Peat    | Royaume-Uni    |    | 7 s 61        |
| 8 | Danny Hart    | Royaume-Uni    |    | 7 s 87        |

| # | Cycliste        | Pays        |    | Temps         |
| - | --------------- | ----------- | -- | ------------- |
| 1 | Tracy Moseley   | Royaume-Uni | en | 5 min 17 s 47 |
| 2 | Sabrina Jonnier | France      | +  | 7 s 50        |
| 3 | Emmeline Ragot  | France      |    | 10 s 64       |
| 4 | Floriane Pugin  | France      |    | 10 s 34       |
| 5 | Mio Suemasa     | Japon       |    | 12 s 79       |
| 6 | Myriam Nicole   | France      |    | 13 s 98       |
| 7 | Rachel Atherton | Royaume-Uni |    | 16 s 33       |
| 8 | Leigh Donovan   | États-Unis  |    | 16 s 58       |

| # | Cycliste               | Pays             |    | Temps         |
| - | ---------------------- | ---------------- | -- | ------------- |
| 1 | Troy Brosnan           | Australie        | en | 4 min 50 s 71 |
| 2 | Neko Mulally           | États-Unis       | +  | 0 s 06        |
| 3 | Lewis Buchanan         | Royaume-Uni      |    | 9 s 05        |
| 4 | George Brannigan       | Nouvelle-Zélande |    | 12 s 37       |
| 5 | Oliwer Kangas          | Suède            |    | 14 s 90       |
| 6 | Zakarias Blom Johansen | Norvège          |    | 18 s 22       |
| 7 | Ludovic Oget           | France           |    | 19 s 13       |
| 8 | Timothy Bentley        | Afrique du Sud   |    | 20 s 12       |

| # | Cycliste           | Pays             |    | Temps         |
| - | ------------------ | ---------------- | -- | ------------- |
| 1 | Lauren Rosser      | Canada           | en | 5 min 59 s 55 |
| 2 | Fanny Lombard      | France           | +  | 13 s 95       |
| 3 | Julie Berteaux     | France           |    | 20 s 19       |
| 4 | Holly Baarspul     | Australie        |    | 27 s 78       |
| 5 | Sarah Atkin        | Nouvelle-Zélande |    | 28 s 02       |
| 6 | Charlotte Clouston | Nouvelle-Zélande |    | 48 s 05       |
| 7 | Kelsey Begg        | Canada           |    | 1 min 00 s 09 |
| 8 | Emily Hockey       | Australie        |    | 1 min 08 s 98 |

### Four Cross
| # | Cycliste           | Pays       |
| - | ------------------ | ---------- |
| 1 | Tomáš Slavík       | Tchéquie   |
| 2 | Jared Graves       | Australie  |
| 3 | Michal Prokop      | Tchéquie   |
| 4 | Roger Rinderknecht | Suisse     |
| 5 | Joost Wichman      | Pays-Bas   |
| 6 | Johannes Fischbach | Allemagne  |
| 7 | Barry Nobles       | États-Unis |
| 8 | Filip Polc         | Slovaquie  |

| # | Cycliste          | Pays        |
| - | ----------------- | ----------- |
| 1 | Caroline Buchanan | Australie   |
| 2 | Jana Horáková     | Tchéquie    |
| 3 | Romana Labounkova | Tchéquie    |
| 4 | Katy Curd         | Royaume-Uni |
| 5 | Luana De Souza    | Brésil      |
| 6 | Anita Molcik      | Autriche    |
| 7 | Sarsha Huntington | Australie   |
| 8 | Fionn Griffiths   | Royaume-Uni |

### Trial
| # | Cycliste              | Pays        | Points   |
| - | --------------------- | ----------- | -------- |
| 1 | Kenny Belaey          | Belgique    | 25       |
| 2 | Benito Ros Charral    | Espagne     | 39 (1x0) |
| 3 | Marc Caisso           | France      | 39 (0x0) |
| 4 | Abel Mustieles Garcia | Espagne     | 42       |
| 5 | Gilles Coustellier    | France      | 43       |
| 6 | Ben Savage            | Royaume-Uni | 48       |
| 7 | John Webster          | Canada      | 53       |
| 8 | Vincent Hermance      | France      | 22 (Abd) |

| # | Cycliste              | Pays        | Points        |
| - | --------------------- | ----------- | ------------- |
| 1 | Benito Ros Charral    | Espagne     | 22            |
| 2 | Abel Mustieles Garcia | Espagne     | 31            |
| 3 | Rick Koekoek          | Pays-Bas    | 43            |
| 4 | Carles Diaz Codina    | Espagne     | 49            |
| 5 | Loris Braun           | Suisse      | 50            |
| 6 | Matthias Mrohs        | Allemagne   | 54 (1x2 ½F:3) |
| 7 | Ben Savage            | Royaume-Uni | 54 (1x2 ½F:6) |
| 8 | Aurélien Fontenoy     | France      | 54 (0x2)      |

#### Femmes
| # | Cycliste            | Pays      | Points |
| - | ------------------- | --------- | ------ |
| 1 | Gemma Abant Condal  | Espagne   | 15     |
| 2 | Karin Moor          | Suisse    | 23     |
| 3 | Tatiana Janickova   | Slovaquie | 34     |
| 4 | Mireia Abant Condal | Espagne   | 35     |
| 5 | Sonia Klich         | Pologne   | 48     |
| 6 | Andrea Wesp         | Allemagne | 53     |
| 7 | Stefania Staszel    | Pologne   | 62     |

| # | Cycliste           | Pays        | Points  |
| - | ------------------ | ----------- | ------- |
| 1 | Ion Areitio Agirre | Espagne     | 9 (8x0) |
| 2 | David Bonzon       | Suisse      | 9 (3x0) |
| 3 | Maxime Tolu        | France      | 11      |
| 4 | Marius Merger      | France      | 18      |
| 5 | Rafael Tibau Roura | Espagne     | 20      |
| 6 | Valentin Gaucher   | France      | 24      |
| 7 | Morgan Vassor      | France      | 26      |
| 8 | Sam Oliver         | Royaume-Uni | 35      |

| # | Cycliste           | Pays        | Points   |
| - | ------------------ | ----------- | -------- |
| 1 | Ion Areitio Agirre | Espagne     | 14       |
| 2 | Raphael Pils       | Allemagne   | 15       |
| 3 | Marius Merger      | France      | 20       |
| 4 | Sam Oliver         | Royaume-Uni | 33       |
| 5 | Filip Mrugala      | Pologne     | 34       |
| 6 | Morgan Vassor      | France      | 43 (2x1) |
| 7 | David Bonzon       | Suisse      | 43 (1x1) |
| 8 | Robin Fix          | Allemagne   | 52       |

## Tableau des médailles
| Rang  | Nation         | Or | Argent | Bronze | Total |
| ----- | -------------- | -- | ------ | ------ | ----- |
| 1     | Espagne        | 6  | 2      | 0      | 8     |
| 2     | Australie      | 3  | 1      | 0      | 4     |
| 3     | Suisse         | 2  | 3      | 1      | 6     |
| 4     | France         | 1  | 4      | 5      | 10    |
| 5     | Tchéquie       | 1  | 2      | 3      | 6     |
| 6     | Canada         | 1  | 1      | 0      | 2     |
| -     | Royaume-Uni    | 1  | 1      | 1      | 3     |
| 8     | Pays-Bas       | 1  | 0      | 1      | 2     |
| -     | Pologne        | 1  | 0      | 1      | 2     |
| 10    | Belgique       | 1  | 0      | 0      | 1     |
| -     | Suède          | 1  | 0      | 0      | 1     |
| 12    | Allemagne      | 0  | 2      | 3      | 5     |
| 13    | États-Unis     | 0  | 1      | 1      | 2     |
| 14    | Russie         | 0  | 1      | 0      | 1     |
| -     | Ukraine        | 0  | 1      | 0      | 1     |
| 16    | Afrique du Sud | 0  | 0      | 2      | 2     |
| 17    | Slovaquie      | 0  | 0      | 1      | 1     |
| Total | Total          | 19 | 19     | 19     | 57    |